# Palliative Therapie
Als palliative Therapie oder Palliativtherapie bezeichnet man eine medizinische Behandlung, die nicht auf die Heilung einer Erkrankung abzielt, sondern darauf, die Symptome zu lindern oder sonstige nachteilige Folgen zu reduzieren (Palliation) um die Lebensqualität zu verbessern. Nach etablierten palliativmedizinischen Definitionen muss sich die palliative Therapie nicht auf die letzte Lebensphase beschränken, sondern kann zum Beispiel auch zusammen mit einer kausalen Tumortherapie in frühen Krankheitsstadien angewandt werden. Eine Palliativtherapie steht damit im Gegensatz zu den kurativen Therapien, die auf eine Heilung abzielen. Der Begriff palliativ leitet sich von lateinisch pallium „Mantel“ ab und bedeutet wörtlich „ummantelnd“.
Die Maßnahmen der Palliativmedizin haben oft das Ziel, bei fortschreitenden unheilbaren Erkrankungen den Verlauf zu verlangsamen und Symptome wie Übelkeit, Schmerz oder (reaktive) Depressionen zu reduzieren.

## Formen der Palliativtherapie
Anwender der palliativen Therapie eines Patienten haben den Anspruch, den Patienten umfassend zu behandeln und besonders die Problembereiche zu behandeln, unter denen der Patient am meisten leidet. Diese sind von Patient zu Patient unterschiedlich.
- Schmerztherapie zielt auf die Linderung akuter und chronischer Schmerzzustände ab (sofern diesen ein selbständiger Krankheitswert beigemessen wird, siehe auch Schmerzkrankheit), ohne jedoch das für die Schmerzen ursächliche Grundleiden zu behandeln. Ihr primäres Ziel ist es, die Lebensqualität der betroffenen Patienten zu verbessern. Die Schmerztherapie ist damit daher bezüglich der Schmerzkrankheit kurativ und bezüglich des Grundleidens palliativ.[3][4] Dabei kommen verschiedene Schmerzmittel zum Einsatz. Die Medikamente können je nach Situation beispielsweise als Tabletten, Tropfen, Lolli, Pflaster, Injektion oder als kontinuierliche Infusion per Spritzen- bzw. PCA-Pumpe zugeführt werden.
- Medikamentöse Therapie: Oft können durch Medikamente weitere Probleme des Patienten gelindert werden. Beispiele: Behandlung von Übelkeit, Verbesserung des Appetits, Bekämpfung der Verstopfungen (z. B. wegen Schmerzmitteln oder Tumor), Behandlung einer Depression, Behandlung von Hirndruck, Reduktion von Atemnot.
- Psychotherapie
- Verbesserung der Ernährungssituation
- Die Palliativbestrahlung zielt auf Metastasierungs- und Wachstumsreduzierung bösartiger Tumoren ab, wobei jedoch von vorneherein klar ist, dass eine Heilung des Tumorleidens unwahrscheinlich ist.[5] Ein klassisches Beispiel ist die Bestrahlung von Knochenmetastasen, die durch Druck auf das Knochenmark starke Schmerzen und Knochenbrüche verursachen können.
- Palliative Chemotherapie kann das (bösartige) Tumorleiden nicht beseitigen, kann aber den Verlauf der Erkrankung beeinflussen und damit eventuell die verbleibende Lebensspanne eines Patienten verlängern. Auf der anderen Seite weckt palliative Chemotherapie bei Krebspatienten im Endstadium unter Umständen nicht gerechtfertigte Erwartungen und erhöht die Wahrscheinlichkeit, im Krankenhaus zu sterben; zum Teil unter belastenden Umständen.[6][7]
- Eine palliative Operation ist ein chirurgischer Eingriff, dessen Zielsetzung die Abmilderung von Krankheitsbeschwerden oder das Erhalten lebenswichtiger Körperfunktionen ist, ohne dass eine vollständige Heilung oder Beseitigung der Krankheitsursache beabsichtigt ist.[8] Beispielsweise kann bei einem Darmverschluss ein Stück Darm entfernt werden. Als zytoreduktive Chirurgie oder Debulking bezeichnet man eine größtmögliche Entfernung von Tumormassen zur Erleichterung einer palliativen Chemotherapie oder einer palliativen Bestrahlung mit demselben Ziel. Sie kommt entsprechend vor allem bei Tumoren in Betracht, die grundsätzlich gut auf Chemotherapie oder Bestrahlung ansprechen.

Operationen, Bestrahlungen und Chemotherapie sind für den Patienten sehr (und eben auch oft zu) anstrengend, aus diesem Grund müssen diese Maßnahmen gut überlegt sein. Zum Konzept der Palliativen Therapie gehört auch das Erkennen und Beenden unnötiger oder die Lebensqualität beeinträchtigender therapeutischer Maßnahmen (Bereits Laurent Joubert lehrte im 16. Jahrhundert, bei Sterbenskranken zum Beispiel auf den damals üblichen Aderlass oder allzu drastisch wirkende Abführmaßnahmen zu verzichten). Auch die psychotherapeutische, ggf. seelsorgerische, Betreuung ist Bestandteil palliativtherapeutischer Konzepte. Auch die Förderung von Hoffnung spielt selbst beim Sterbenskranken eine entscheidende Rolle und trägt, wie es beispielsweise der Arzt Ignatius Zach bereits 1792 publizierte, auch zur Verbesserung der körperlichen Verfassung des Patienten bei.

## Versorgungsbereiche (Auswahl)
- Herzschwäche[13]
- Infektionserkrankungen (z. B. COVID-19)[14]
- Krebserkrankungen[15]
- Pädiatrische Palliativversorgung